# In Cold Blood (Alt-J)
In Cold Blood is een nummer van de Britse indierockband Alt-J uit 2017. Het is de tweede single van hun tweede studioalbum Relaxer.
Alt-J werkte al aan het nummer toen de bandleden studeerden aan de Universiteit van Leeds. De titel is afgeleid van de roman In koelen bloede van de Amerikaanse schrijver Truman Capote. "In Cold Blood" bereikte in Vlaanderen de 13e positie in de Tipparade. Daarbuiten werden geen hitlijsten gehaald.